# Hans-Joachim Stuck
Hans-Joachim Stuck (Garmisch-Partenkirchen, 1 de enero de 1951) es un expiloto de automovilismo alemán que destacó en las carreras de turismos y de prototipos. Es el hijo del también piloto, Hans Stuck.
Logró dos victorias generales en 24 Horas de Le Mans en 1986 y 1987, más una victoria de clase en dicha carrera en 1996. Ganó tres veces las 24 Horas de Nürburgring (1970, 1998, 2004), y fue campeón del Deutsche Rennsport Meisterschaft en 1972, del Campeonato Mundial de Resistencia en 1985, y de Deutsche Tourenwagen Meisterschaft en 1990.
También compitió en las carreras de monoplazas, donde terminó subcampeón de la Fórmula 2 Europea en 1974, y donde participó de 81 Grandes Premios de Fórmula 1 entre 1974 y 1979, donde obtuvo 2 terceros lugares como mejores resultados y consiguió 29 puntos.
En 2006 corrió el Truck Grand Prix de Nürburgring, que formaba parte del calendario del Campeonato de Europa de Carreras de Camiones, aunque no otorgaba puntos, con el Truck Race Team Allgäuer. En 2007 disputó dos Grandes Premios del Campeonato de Europa de Carreras de Camiones con el equipo mismo equipo, puntuando en cinco de las ocho carreras que disputó.
Desde 2012, Stuck es presidente de la Federación Alemana de Automovilismo (DMSB).

## Resultados

### Fórmula 1
(Clave) (negrita indica pole position) (cursiva indica vuelta rápida)

| Año         | Escudería                   | 1       | 2       | 3       | 4       | 5       | 6       | 7       | 8       | 9       | 10      | 11      | 12      | 13      | 14      | 15      | 16      | 17    | Pos. | Puntos |
| ----------- | --------------------------- | ------- | ------- | ------- | ------- | ------- | ------- | ------- | ------- | ------- | ------- | ------- | ------- | ------- | ------- | ------- | ------- | ----- | ---- | ------ |
| 1974        | March Engineering           | ARG Ret | BRA Ret | RSA 5   | ESP 4   | BEL Ret | MON Ret | SWE     | NED Ret | FRA DNQ | GBR Ret | GER 7   | AUT 11  | ITA Ret | CAN Ret | USA DNQ |         |       | 16º  | 5      |
| 1975        | Lavazza March               | ARG     | BRA     | RSA     | ESP     | MON     | BEL     | SWE     | NED     | FRA     | GBR Ret | GER Ret | AUT Ret | ITA Ret | USA 8   |         |         |       | NC   | 0      |
| 1976        | March Engineering           | BRA 4   | RSA 12  | USW Ret | ESP Ret | BEL Ret | MON 4   | SWE Ret | FRA 7   | GBR Ret | GER Ret | AUT Ret | NED Ret | ITA Ret | CAN Ret | USA 5   | JPN Ret |       | 13º  | 8      |
| 1977        | Team Rothmans International | ARG     | BRA     | RSA Ret |         |         |         |         |         |         |         |         |         |         |         |         |         |       | 11º  | 12     |
| 1977        | Martini Racing              |         |         |         | USW Ret | ESP 6   | MON Ret | BEL 6   | SWE 10  | FRA Ret | GBR 5   | GER 3   | AUT 3   | NED 7   | ITA Ret | USA Ret | CAN Ret | JPN 7 | 11º  | 12     |
| 1978        | Shadow Racing Team          | ARG 17  | BRA Ret | RSA DNQ |         |         |         |         |         |         |         |         |         |         |         |         |         |       | 18º  | 2      |
| 1978        | Shadow Racing Team          |         |         |         | USW DNS | MON Ret | BEL Ret | ESP Ret | SWE 11  | FRA 11  | GBR 5   | GER Ret | AUT Ret | NED Ret | ITA Ret | USA Ret | CAN Ret |       | 18º  | 2      |
| 1979        | ATS Wheels                  | ARG DNQ | BRA Ret | RSA Ret | USW DSQ | ESP 14  | BEL 8   | MON Ret | FRA DNS | GBR DNQ | GER Ret | AUT Ret | NED Ret | ITA 11  | CAN Ret | USA 5   |         |       | 20º  | 2      |
| Referencia: |                             |         |         |         |         |         |         |         |         |         |         |         |         |         |         |         |         |       |      |        |

### Campeonato de Europa de Carreras de Camiones
| Año  | Camión | N.º | Equipo                   | 1   | 1   | 1   | 1   | 2   | 2   | 2   | 2   | 3   | 3   | 3   | 3   | 4     | 4      | 4     | 4     | 5     | 5     | 5     | 5     | 6   | 6   | 6   | 6   | 7   | 7   | 7   | 7   | 8      | 8      | 8      | 8      | 9   | 9   | 9   | 9   | Posición | Puntos |
| ---- | ------ | --- | ------------------------ | --- | --- | --- | --- | --- | --- | --- | --- | --- | --- | --- | --- | ----- | ------ | ----- | ----- | ----- | ----- | ----- | ----- | --- | --- | --- | --- | --- | --- | --- | --- | ------ | ------ | ------ | ------ | --- | --- | --- | --- | -------- | ------ |
| 2006 | MAN    | 2   | Truck Race Team Allgäuer | BAR | BAR | BAR | BAR | MIS | MIS | MIS | MIS | ALB | ALB | ALB | ALB | NOG   | NOG    | NOG   | NOG   | NUR 5 | NUR 6 | NUR 6 | NUR 8 | MOS | MOS | MOS | MOS | ZOL | ZOL | ZOL | ZOL | JAR    | JAR    | JAR    | JAR    | LMS | LMS | LMS | LMS | NC       | 0      |
| 2007 | MAN    | 39  | Truck Race Team Allgäuer | BAR | BAR | BAR | BAR | ZOL | ZOL | ZOL | ZOL | ALB | ALB | ALB | ALB | NOG 9 | NOG 10 | NOG 9 | NOG 8 | NUR   | NUR   | NUR   | NUR   | MOS | MOS | MOS | MOS | LMS | LMS | LMS | LMS | MIS 10 | MIS 11 | MIS 11 | MIS 11 | JAR | JAR | JAR | JAR | 19º      | 9      |